# 間諜橋 (書籍)
《間諜橋：一個冷戰的真實故事》（英語：Bridge of Spies: A True Story of the Cold War）是吉爾斯·惠特爾的2010年非小說著作。本書記載了冷戰期間美國與蘇聯之間間諜的俘虜交換。本書是由Broadway Books出版的。有聲書版本隨後由ISIS出版社出版，由Jonathan Keeble朗讀。

## 相關電影
雖然這本書的名稱與湯·漢斯主演的2015年電影相同，但電影並不是基於惠特爾的書改編。電影其實部分基於詹姆士·唐納文的著作《間諜橋上的陌生人》（Strangers on a Bridge），唐納文是一名參與俘虜交換的律師，而漢斯在電影中扮演他。惠特爾的著作和電影都是基於相同的事件，然而本書著重於三名俘虜交換的過程，電影則重點在唐納文自己身上。